# BASIC

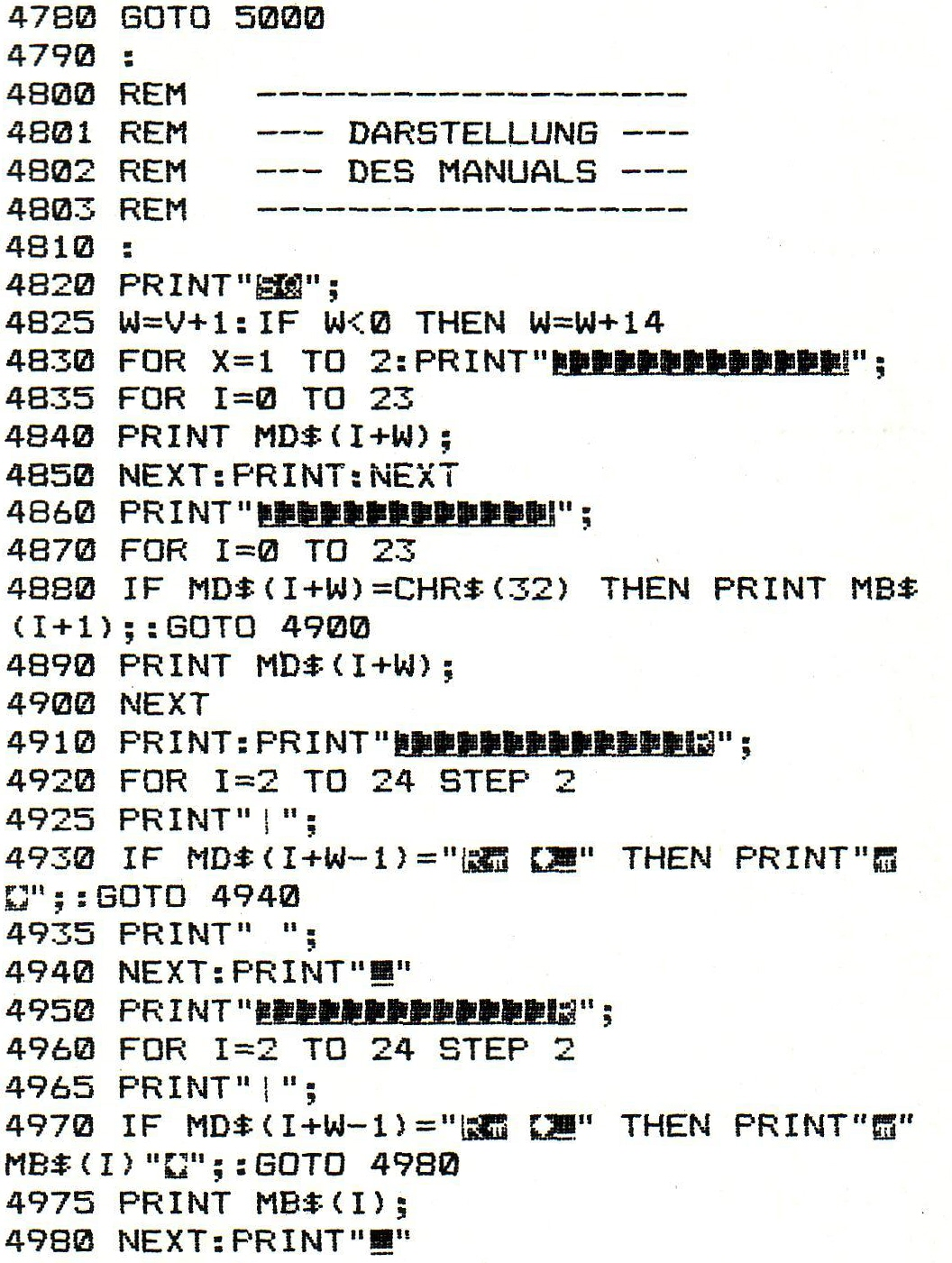
Ausschnitt aus einem BASIC-Listing

BASIC ist eine imperative Programmiersprache. Sie wurde 1964 von John G. Kemeny, Thomas E. Kurtz und Mary Kenneth Keller am Dartmouth College zunächst als Bildungsorientierte Programmiersprache entwickelt und verfügte in ihrer damaligen Form noch nicht über die Merkmale der strukturierten Programmierung, sondern arbeitete mit Zeilennummern und Sprunganweisungen (GOTO). Ende der 1980er und Anfang der 1990er Jahre entstand eine Vielzahl verschiedener BASIC-Dialekte, von denen einige alle Elemente höherer Programmiersprachen aufweisen, so etwa Objektorientierung.
Das Akronym „BASIC“ steht für „Beginners’ All-purpose Symbolic Instruction Code“, was so viel bedeutet wie „symbolische Allzweck-Programmiersprache für Anfänger“. Die Abkürzung als Wort gesehen bedeutet außerdem „grundlegend“. Dies zeigt das Design-Ziel klar: eine einfache, für Anfänger geeignete Programmiersprache zu erschaffen. Außer in manchen Produktnamen wird das Wort „BASIC“ grundsätzlich in Großbuchstaben geschrieben.

## Geschichte
BASIC wurde 1964 von John G. Kemeny, Thomas E. Kurtz und Mary Kenneth Keller am Dartmouth College entwickelt, um den Elektrotechnikstudenten den Einstieg in die Programmierung gegenüber Algol und Fortran zu erleichtern. Am 1. Mai 1964 um vier Uhr Ortszeit, New Hampshire, liefen die ersten beiden BASIC-Programme simultan auf einem GE-225-Computer von General Electric im Keller des Dartmouth College. BASIC wurde dann viele Jahre lang von immer neuen Informatikstudenten an diesem College weiterentwickelt, zudem propagierten es Kemeny und Kurtz ab den späten 1960er Jahren an mehreren Schulen der Gegend, die erstmals Computerkurse in ihr Unterrichtsprogramm aufnehmen wollten. BASIC war entsprechend dem Wunsch seiner „Väter“ für die Schulen kostenlos, im Gegensatz zu fast allen anderen damals üblichen Programmiersprachen, die meist mehrere tausend Dollar kosteten. Viele der damaligen großen Computerhersteller (wie etwa DEC) boten wegen der leichten Erlernbarkeit der Sprache und ihrer lizenzgebührfreien Verwendbarkeit bald BASIC-Interpreter für ihre neuen Minicomputer an; viele mittelständische Unternehmen, die damals erstmals in größerer Zahl Computer anschafften, kamen so mit BASIC in Berührung.
Einige der so mit BASIC vertrauten Schüler, Studenten und im Mittelstand tätigen Programmierer waren etwas später in der kurzlebigen Bastelcomputer-Szene Mitte der 1970er Jahre aktiv, die den kommerziellen Microcomputern vorausging, und machten BASIC dort bekannt; kaum eine andere damals verbreitete Hochsprache eignete sich so gut wie (ein abgespecktes) BASIC für den extrem beschränkten Speicherplatz dieser ersten Microcomputer. Seinen Höhepunkt erlebte BASIC Ende der 1970er und Anfang der 1980er Jahre mit den aus den Bastelcomputern hervorgegangenen ersten Heimcomputern, die nahezu alle als Benutzeroberfläche und Programmierumgebung einen BASIC-Interpreter besaßen. Bekannte Beispiele sind Sinclair-Computer der ZX-Reihe mit Sinclair-Basic (ZX80, ZX81 und ZX Spectrum), der Acorn BBC Micro, der Tandy TRS-80, der Texas Instruments TI-99/4A, der Schneider/Amstrad CPC, der Commodore PET, der Apple II, die Atari 8-Bit-Heimcomputer oder der meistverkaufte Heimcomputer, der Commodore 64. Aber auch die Vorläufer der Personalcomputer, wie zum Beispiel von Philips, konnten mit CP/M-BASIC interpretierend oder kompiliert arbeiten. Die weitaus meisten dieser BASICs stammten von Microsoft (Microsoft BASIC). BASIC war Microsofts erstes und in den frühen Jahren wichtigstes Produkt, mehrere Jahre bevor mit MS-DOS das erste Betriebssystem dieser Firma auf den Markt kam.
Während jedoch die Enthusiasten des Homebrew Computer Clubs eine freie Kultur des Austausches pflegten, war BASIC von Microsoft ein kommerzielles Produkt. Die Hobbyisten tauschten ihre Programme untereinander aus, aber auch BASIC selbst, das von Microsoft für 150 US-Dollar (USD; nach heutiger Kaufkraft ca. 870 USD) verkauft wurde. Dies führte zum Open Letter to Hobbyists von Bill Gates, in dem er dazu aufrief, seine proprietäre Software (wie Microsoft BASIC) nicht zu kopieren, sondern zu kaufen. Daraus entstand wiederum eine Gegenkultur: als direkte Reaktion darauf schrieb Dennis Allison für die People’s Computer Company in Menlo Park, Kalifornien, eine komplett freie BASIC-Variante namens Tiny BASIC, die ebenfalls auf dem Altair 8800 lief und anschließend auf weitere Heimcomputer und PCs portiert wurde. Im Gegensatz zu Microsofts BASIC war Tiny BASIC gemeinfrei (englisch Public Domain). Indes wurde auf Heimcomputern durchwegs Microsofts BASIC lizenziert, z. B. als Commodore BASIC auf dem PET 2001 oder dem C64.
Praktisch alle Besitzer von Heimcomputern hatten damals zumindest Grundkenntnisse in BASIC, da die meisten Rechner beim Einschalten den BASIC-Interpreter starteten, welcher das Laden weiterer Programme unter Verwendung von BASIC-Befehlen erlaubte. Auch als Mitte der 1980er Jahre grafische Benutzeroberflächen mit dem Macintosh, Amiga und dem Atari ST Einzug hielten, wurden bei diesen weiter BASIC-Interpreter mitgeliefert. Zudem gab es zusätzliche käufliche Versionen von BASIC-Dialekten. Mittels Compilern konnten einige BASIC-Dialekte direkt in deutlich schnellere Maschinenprogramme übersetzt bzw. unter Umgehung des Interpreters direkt in Aufruflisten der zugrundeliegenden Interpreter-Funktionen übersetzt werden. Das seit 1981 verbreitete MS-DOS enthielt ebenfalls einen BASIC-Interpreter – zunächst BASICA bzw. GW-BASIC, später QBasic – der in Deutschland an vielen Schulen eine Rolle im Unterricht der Informatik spielte. Zu dieser Zeit setzte aber ein Wandel ein, weil andere Hochsprachen wie beispielsweise C für die Heimcomputer verfügbar wurden oder die Ressourcen des jeweiligen Systems vom mitgelieferten BASIC-Interpreter nur unzulänglich unterstützt wurden, was den Programmierer dazu zwang, sich mit Assembler vertraut zu machen.
Microsoft besann sich auf die eigene Tradition und führte 1991 das kommerzielle Visual Basic für die schnelle Entwicklung von Windows-basierten Anwendungen ein. Kommerziell erfolgreich wurde sie ab Version 2, die ODBC-Datenbankunterstützung bot. Dabei entwickelte es sich von einem Interpreter hin zu einer Compiler-Sprache mit objektorientierten Ansätzen, wobei weiterhin strukturell programmiert werden konnte. Mit Visual Basic ab Version 5 war es möglich, mit Klassen zu arbeiten. Im Nachfolger Visual Basic 6 wurde Vererbung eingeführt. Das mit Visual Basic 6 kompatible VBA löste in Microsoft Office die vorherige Makrosprache ab. Mit der Implementierung von Visual Basic innerhalb des .NET-Systems wurde die Sprache von Grund auf neu konzipiert, wodurch Abwärtskompatibilität nicht mehr möglich war.

## Programmiersprache
Zu Beginn der BASIC-Programmierung waren Programmzeilen nach folgendem Schema aufgebaut:
```
1. Zeilennummer Befehl [Parameter1, Parameter2 ...]
2. Zeilennummer Variable1=Variable2

```

Zeilennummer: Ein fortlaufender Wert, der i. d. R. in 10er-Schritten ansteigt, damit später nachträglich Zeilen (mit Befehlen) hinzugefügt werden können, die dann dazwischen liegende Nummern erhalten. Mit dem Befehl RENUMBER kann ein Programm unter Berücksichtigung aller Sprungbefehle neu durchnummeriert werden. Um einzelne Befehle direkt im Interpreter auszuführen, darf keine Zeilennummer angegeben werden, da sonst die Zeile unter der angegebenen Zeilennummer im Programmspeicher abgelegt wird.
Befehl: Ein beliebiger Befehl wie INPUT.
Parameter: Ein oder mehrere Werte, die einem Befehl übergeben werden können.
Die Zuweisung von Werten ist im obigen Beispiel 2 gezeigt. Die Variable, der ein Wert zugewiesen werden soll, steht vor dem Gleichheitszeichen; der Ausdruck, dessen Wert der Variablen zugewiesen werden soll, steht dahinter. Variablen müssen nur definiert werden, wenn sie Arrays sind. Der Typ der Variable ergibt sich durch ein Sonderzeichen am Ende des Namens, z. B. $ für String (A$, B$, …), % für Integer (A%, B%), & für Long (A&, B&, …). Das % kann weggelassen werden.
Beispiele für übliche Befehle:
```
 
INPUT
 
[
Text
],
 
Variable1
 
[,
Variable2
,
...
]
 
-
 
Per
 
Eingabe
 
werden
 
der
/
den
 
Variablen
 
Werte
 
zugewiesen
,
 
auf
 
dem
 
Bildschirm
 
steht:
 
Text

 
PRINT
 
[
Text
]
 
-
 
auf
 
dem
 
Bildschirm
 
wird
 
ein
 
Text
 
ausgegeben

 
LOCATE
 
X
,
Y
 
-
 
Legt
 
die
 
aktuelle
 
Schreibposition
 
des
 
Cursors
 
fest
.

 
PSET
 
X
,
Y
 
-
 
Zeichnet
 
einen
 
Punkt
 
auf
 
dem
 
Bildschirm

 
CLS
 
-
 
Löscht
 
den
 
Anzeigebereich

 
LET
 
[
Variable
]
 
=
 
[
Ausdruck
]
 
-
 
weist
 
einer
 
Variablen
 
einen
 
Wert
 
zu

```

In derselben Programmzeile können auch mehrere Befehle und Anweisungen angegeben werden. Zur Trennung wird ein Doppelpunkt verwendet:
```
10
 
LET
 
A$
=
"Hallo"
:
LET
 
B$
=
"Welt!"
:
PRINT
 
A$
;
:
PRINT
 
" "
;
:
PRINT
 
B$

```

Eine solche Schreibweise hat allerdings Vorteile. Die Verarbeitungsgeschwindigkeit von Sprüngen erhöht sich erheblich (Ausführungszeit ~ Anzahl der Zeilennummern bis zur gewünschten Zeilennummer) und es wird Speicherplatz gespart (5 Byte für jede Zeile vs. 1 Byte für den Doppelpunkt). Die Lesbarkeit von solchem Code ist jedoch schlecht.
Normalerweise wird die erste Anweisung automatisch mit nur einem einzelnen Leerzeichen von der Zeilennummer getrennt eingerückt. Vor allem bei verschachtelten Programmschleifen verliert man jedoch schnell den Überblick. Der Doppelpunkt wird daher oft auch dazu verwendet, um Code eingerückt darzustellen:
```
10
 
FOR
 
A
=
100
 
TO
 
200
 
STEP
 
10

20
 
:
FOR
 
B
=
1
 
TO
 
10

30
 
::
PRINT
 
A
 
+
 
B

40
 
:
NEXT
 
B

50
 
NEXT
 
A

```

Einige spätere Dialekte, z. B. AmigaBASIC, können sogenannte Labels als Sprungziel verwenden. Labels werden mit einem Doppelpunkt beendet und somit als solche markiert. Mit Labels lassen sich Ziele unabhängig von einer Zeilennummer adressieren. Programme können gänzlich ohne Zeilennummern auskommen, auch wenn es diese Möglichkeit nach wie vor gibt. Ein Beispiel:
```
Hauptprogramm:

FOR
 
A
=
1
 
TO
 
10

  
GOSUB
 
Farbwechsel

  
PRINT
 
"Hallo Welt!"

NEXT
 
A

END

Farbwechsel:

COLOR
 
A
,
0

RETURN

```

## Programmbeispiel
Das folgende Beispiel zeigt einen typischen BASIC-Code. Viele Befehle, die sich in neueren Sprachen und neueren BASIC-Dialekten etabliert haben, gibt es bei dem im Beispiel verwendeten BASIC noch nicht. Dadurch war der Programmierer gezwungen, unstrukturiert zu programmieren, beispielsweise durch die Nutzung von GOTO. Ein Vorteil auch alter BASIC-Dialekte war allerdings, dass man damit Zeichenketten einfach verarbeiten konnte (siehe die Zeilen 70–90 im Beispielprogramm).
```
10
 
INPUT
 
"Geben Sie bitte Ihren Namen ein: "
;
 
A$

20
 
PRINT
 
"Guten Tag, "
;
 
A$

30
 
INPUT
 
"Wie viele Sterne möchten Sie"
;
 
S

35
 
S$
 
=
 
""

40
 
FOR
 
I
 
=
 
1
 
TO
 
S

50
 
S$
 
=
 
S$
 
+
 
"*"

55
 
NEXT
 
I

60
 
PRINT
 
S$

70
 
INPUT
 
"Möchten Sie noch mehr Sterne"
;
 
Q$

80
 
IF
 
LEN
(
Q$
)
 
=
 
0
 
THEN
 
GOTO
 
70

90
 
L$
 
=
 
LEFT$
(
Q$
,
 
1
)

100
 
IF
 
(
L$
 
=
 
"J"
)
 
OR
 
(
L$
 
=
 
"j"
)
 
THEN
 
GOTO
 
30

110
 
PRINT
 
"Auf Wiedersehen"
;

120
 
FOR
 
I
 
=
 
1
 
TO
 
10

130
 
PRINT
 
A$
;
 
" "
;

140
 
NEXT
 
I

150
 
PRINT

```

## Normen und Standards
- ANSI. ISO-Standard for Minimal BASIC (ISO/IEC 6373:1984 Data Processing—Programming Languages—Minimal Basic)
- ANSI Standard. ISO-Standard für Vollbasic (ISO/IEC 10279:1991 Information Technology – Programming Languages – Full Basic)
- ANSI Addendum Defining Modules (X3.113 Interpretations-1992 Basic Technical Information Bulletin #1 Interpretations of ANSI 03.113-1987)
- ISO Addendum Defining Modules (ISO/IEC 10279:1991/Amd 1:1994 Modules and Single Character Input Enhancement)

Die meisten Interpreter und Compiler halten sich allerdings nur teilweise an diese Vorgaben.

## Dialekte
Neben den Standardbefehlen gibt es bei fast allen Interpretern zusätzliche Funktionalitäten und Spracherweiterungen, um die entsprechende Plattform vollständig und effektiver zu nutzen. Ein so erweiterter Befehlssatz wird als BASIC-Dialekt bezeichnet.

## Videos
- Dartmouth: Birth of BASIC auf YouTube, 5. August 2014 (englisch).